# Puch 250 MCH
Die Puch 250 MCH ist ein geländegängiges Kraftrad des österreichischen Bundesheeres auf Basis der Puch 250 SGS.

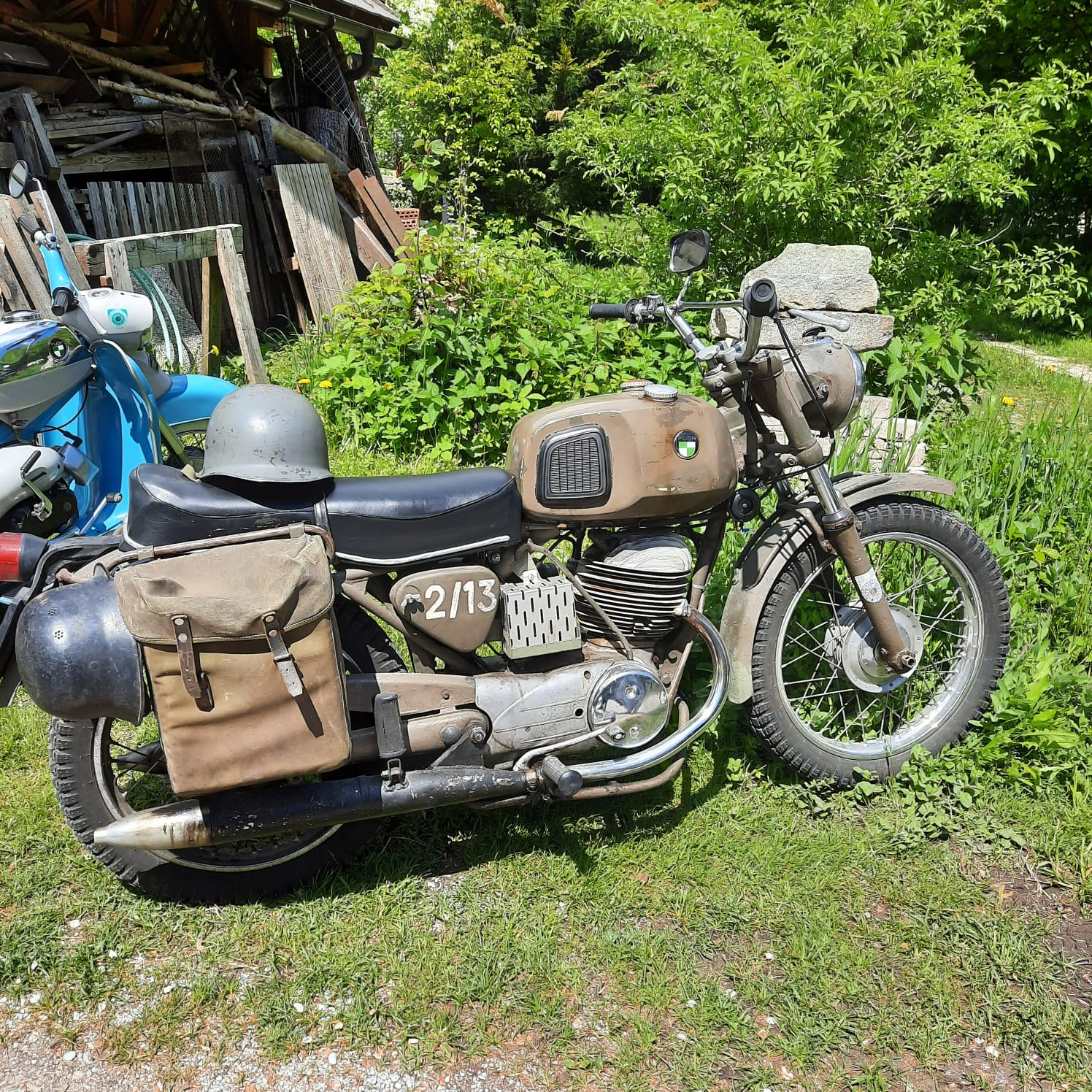
Puch 250 MCH

## Produktion
|                | Puch 250 MCH      |
| -------------- | ----------------- |
| Jahr           | 1968–1969         |
| Menge          | 301               |
| Noch vorhanden | *unbekannt        |
| Motornummer    | 2400xxx – 2401xxx |
| Lackierung     | Ral 7013          |

## Technische Daten
|                       | Puch 250 MCH                                                   |
| --------------------- | -------------------------------------------------------------- |
| Bauart                | Luftgekühlter Doppelkolbenzweitaktmotor mit Frischölschmierung |
| Zylinder              | 1                                                              |
| Hubraum               | 248 cm³                                                        |
| Bohrung               | 2 × 45 mm                                                      |
| Hub                   | 78 mm                                                          |
| Leistung              | 15,3 PS bei 5800/min                                           |
| max. Drehmoment       | 22,76 Nm (2,32 kpm) bei 3300/min                               |
| Getriebe              | Viergang-Fußschaltung                                          |
| Höchstgeschwindigkeit | 110 km/h                                                       |
| Verbrauch             | 3,3 l/100 km                                                   |
| Tankinhalt            | 13 l (davon 3 l Reserve)                                       |
| Vergaser              | Puch P32/1                                                     |
| Zündkerzen            | W 225 T11 (2×)                                                 |
| Vorzündung            | 6 mm                                                           |
| Gewicht vollgetankt   | 139 kg                                                         |
| zul. Gesamtgewicht    | 342 kg                                                         |
| Länge                 | 1958 mm                                                        |
| Höhe                  | 1000 mm                                                        |
| Breite                | 850 mm                                                         |
| Lichtmaschine         | 45/60 Watt, 6 Volt                                             |
| Besonderheit          | Heeresmodell mit Aluzylinder                                   |